# Gerhard Schach
Gerhard Schach (8 de março de 1906 - 27 de janeiro de 1972) foi um político alemão, membro do Preußischer Landtag (em 1933) e do Reichstag (de 1933 a 1945). Ele esteve presente no Führerbunker de Berlim durante os últimos dias de Adolf Hitler em abril de 1945. Schach deixou o complexo do bunker no dia 1 de maio de 1945.